# Shawn O’Sullivan
Shawn O’Sullivan (* 9. Mai 1962 in Toronto, Ontario, Kanada) ist ein ehemaliger kanadischer Boxer. Sein größter sportlicher Erfolg war der Gewinn der Silbermedaille im Halbmittelgewicht bei den Olympischen Spielen 1984 in Los Angeles.

## Amateurkarriere
Shawn O’Sullivan begann 1977 im Cabbagetown Boxing Club von Toronto mit dem Boxsport und wurde von Ken Hamilton sowie Peter Wylie trainiert. Er wurde 1981 und 1983 Kanadischer Meister im Halbmittelgewicht, 1982 konnte er verletzungsbedingt nicht zum Finalkampf antreten.
Er gewann den Weltcup 1981 in Montreal und besiegte dabei im Finale den Olympiasieger Armando Martínez. Bei den Commonwealth Games 1982 in Brisbane gewann er jeden seiner vier Kämpfe vorzeitig und sicherte sich damit ebenfalls Gold.
Beim Challenge Match 1983 in Reno bezwang er im Finale den Olympiazweiten und Weltmeister Alexander Koschkin und gewann auch die Nordamerikameisterschaften 1983 in Houston, nachdem er im Finale Frank Tate bezwungen hatte.
Beim Weltcup 1983 in Rom gewann er Bronze, nachdem er im Halbfinale knapp mit 2:3 gegen Romolo Casamonica ausgeschieden war.
Bei den Olympischen Spielen 1984 in Los Angeles besiegte er Mohamed Halibi, An Dal-ho, Rod Douglas und Christophe Tiozzo, ehe er im Finale gegen Frank Tate unterlag. Die Niederlage war äußerst umstritten. Tate war in der zweiten Runde zweimal angezählt worden und stand kurz vor einem dritten Anzählen, was den Kampf automatisch beendet hätte. Nach den drei Runden wurde jedoch Tate zum Sieger erklärt. Selbst Emanuel Steward, Frank Tates Trainer, bezeichnete O’Sullivan als den eigentlichen Sieger des Kampfes. Die anschließende Siegerehrung war von Buhrufen überschattet.
Als Amateur gewann Shawn O’Sullivan insgesamt 94 von 100 Kämpfen, davon 68 vorzeitig.

## Profikarriere
Von Oktober 1984 bis 1988 gewann er 17 von 18 Kämpfen. Seine bis dahin einzige Niederlage hatte er im Juni 1986 gegen Simon Brown erlitten. 1987 waren ihm zwei vorzeitige Siege gegen Chris Clarke und Darryl Anthony gelungen. Clarke hatte als Amateur die Panamerikaspiele 1975 gewonnen und dabei im Finale Aaron Pryor geschlagen. Anthony war der einzige Amateur, der den Weltmeister und Olympiasieger Mark Breland bezwingen konnte.
Im Januar 1988 verlor er dann gegen Luis Santana und im März 1988 auch gegen Donovan Boucher, weshalb er sein Karriereende verkündete. Im März 1991 kehrte er in den Ring zurück, verlor jedoch im August 1991 gegen Kevin Watts und im März 1992 gegen Alex Hilton, worauf er erneut sein Karriereende verkündete.
Von Oktober 1996 bis März 1997 gewann er jedoch noch vier Kämpfe, ehe er endgültig vom Boxsport zurücktrat.

## Auszeichnungen und Ehrungen
- 1981: Kanadas Sportler des Jahres in der Kategorie Junioren[12]
- 2010: Fackelträger bei den Olympischen Winterspielen 2010 in Vancouver
- 2015: Aufnahme in die Ontario Sports Hall of Fame[13]

## Weiteres
Shawn O’Sullivan hat eine Zwillingsschwester und einen jüngeren Bruder. Sein Vater Michael O’Sullivan arbeitete als Busfahrer. Nach seiner Boxkarriere lebte er in Belleville, Ontario, und wurde Vater von fünf Kindern.
Shawn O’Sullivan ist an Dementia pugilistica erkrankt.